# 维拉什博阿什 (费洛尔镇)
维拉什博阿什是葡萄牙布拉干萨区的一个堂区。总面积28.57平方公里，总人口715人，人口密度25人/平方公里。